# Ischasia linsleyi
Ischasia linsleyi är en skalbaggsart som beskrevs av Giesbert 1996. Ischasia linsleyi ingår i släktet Ischasia och familjen långhorningar.
Artens utbredningsområde är Panama. Inga underarter finns listade i Catalogue of Life.